# Riolunato
Riolunato (Ardondlà in dialetto riolunatese) è un comune italiano di 638 abitanti della provincia di Modena in Emilia-Romagna.
Fa parte dell'Unione dei Comuni del Frignano, che ha il proprio capoluogo a Pavullo nel Frignano.

## Geografia fisica
Riolunato sorge nel cuore dell'Appennino modenese, lungo la riva destra del torrente Scoltenna, alle pendici nord-occidentali del monte Cimone
Il territorio comunale, la cui altitudine va dai 620 ai 2165 m s.l.m., è dominato a sud dal crinale appenninico sul quale emerge la vetta del monte Cimone. L'abitato si trova sulla riva di un piccolo lago artificiale creato da una diga che alimenta una centrale idroelettrica. 

## Etimologia
Il toponimo deriverebbe, secondo alcuni, dal corso del fiume che lo attraversa, lo Scoltenna, il quale nel tratto circostante al paese ha un andamento vagamente associabile alla forma della Luna.

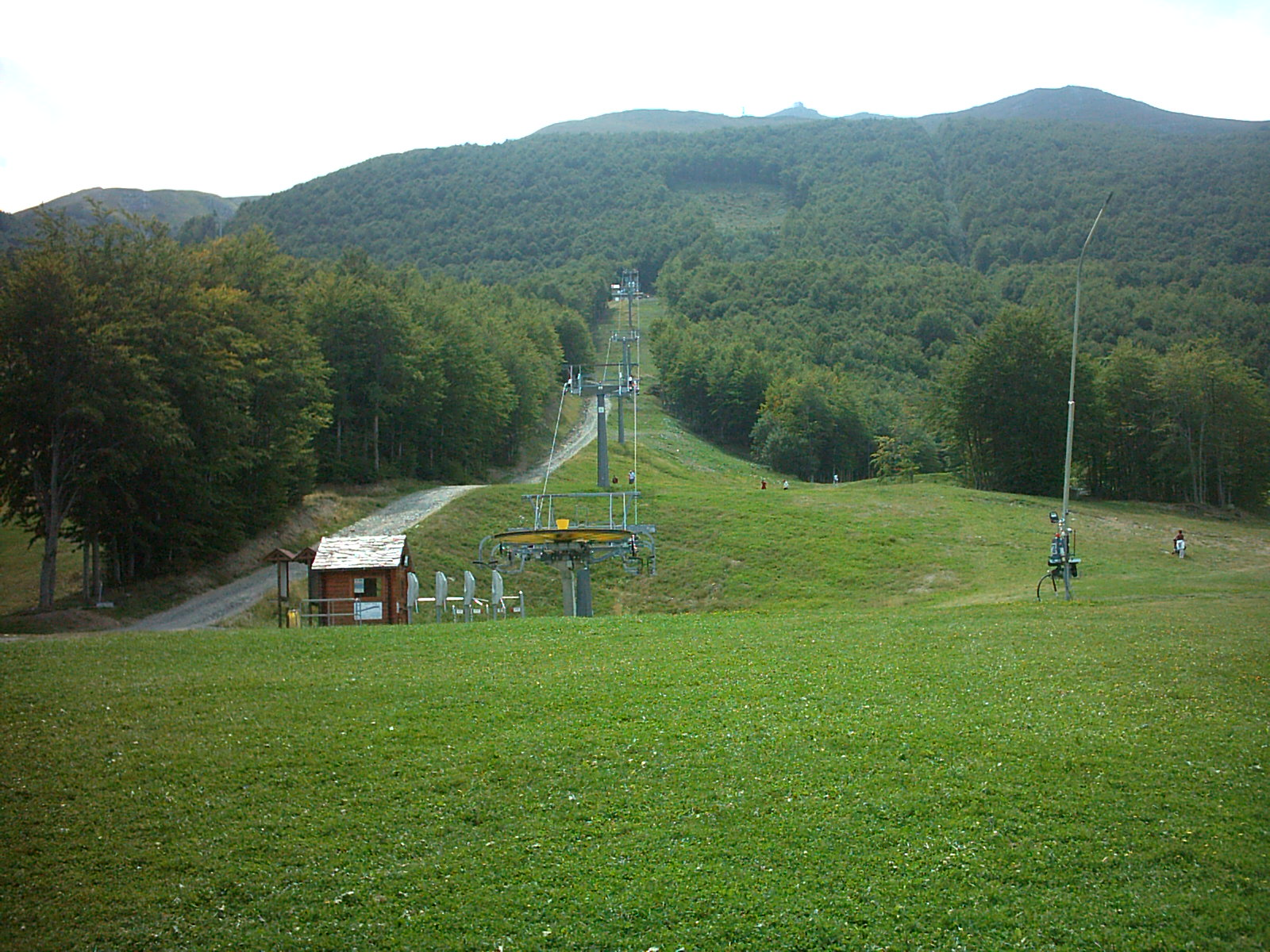
Piste da sci sul Monte Cimone in località Le Polle

## Monumenti e luoghi d'interesse

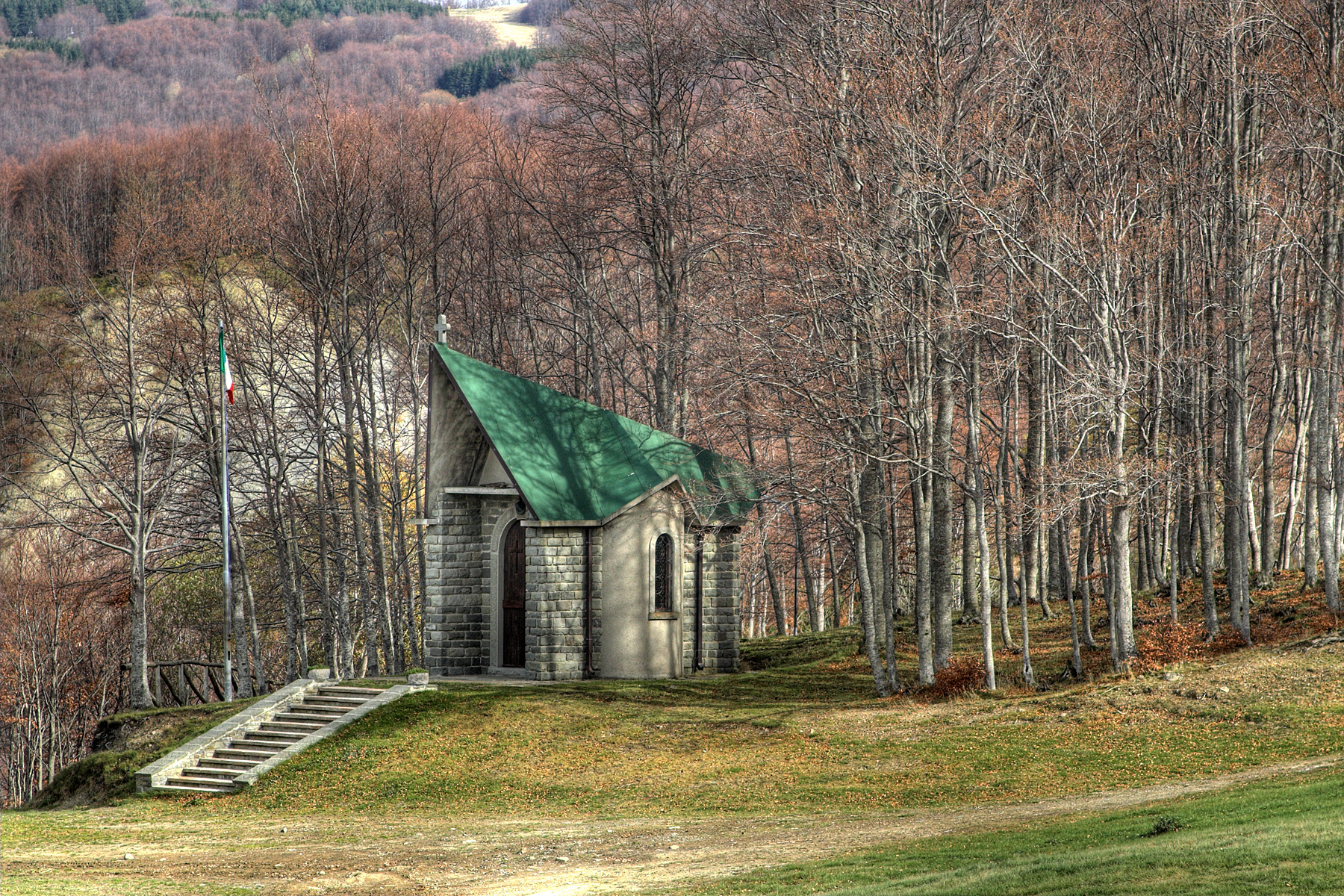
Chiesetta a Le Polle, nel comune di Riolunato

### Architetture religiose
- Chiesa di San Giacomo Maggiore, costruita nel XVI secolo e ristrutturata a partire dal 1880, nella quale è una tela con il Battesimo di Cristo attribuita ad Onorio Marinari, inserita in un'edicola lignea in cui è lo stemma della famiglia Ferrari, della quale esiste ancora nella cittadina il palazzo.[5]
- Chiesa di Santa Francesca Saverio Cabrini intitolata alla patrona degli emigranti e dedicata alla memoria di Cristoforo Migliori, emigrante. Inaugurata nel 2009, la chiesa è stata progettata dall'architetto Sergio Macchitelli con la collaborazione dello scultore Davide Scarabelli, dell'architetto Giovanni Ronchi e del liturgista Don Silvano Sirboni Ronchi.[6]

## Società

### Evoluzione demografica
Abitanti censiti

## Cultura

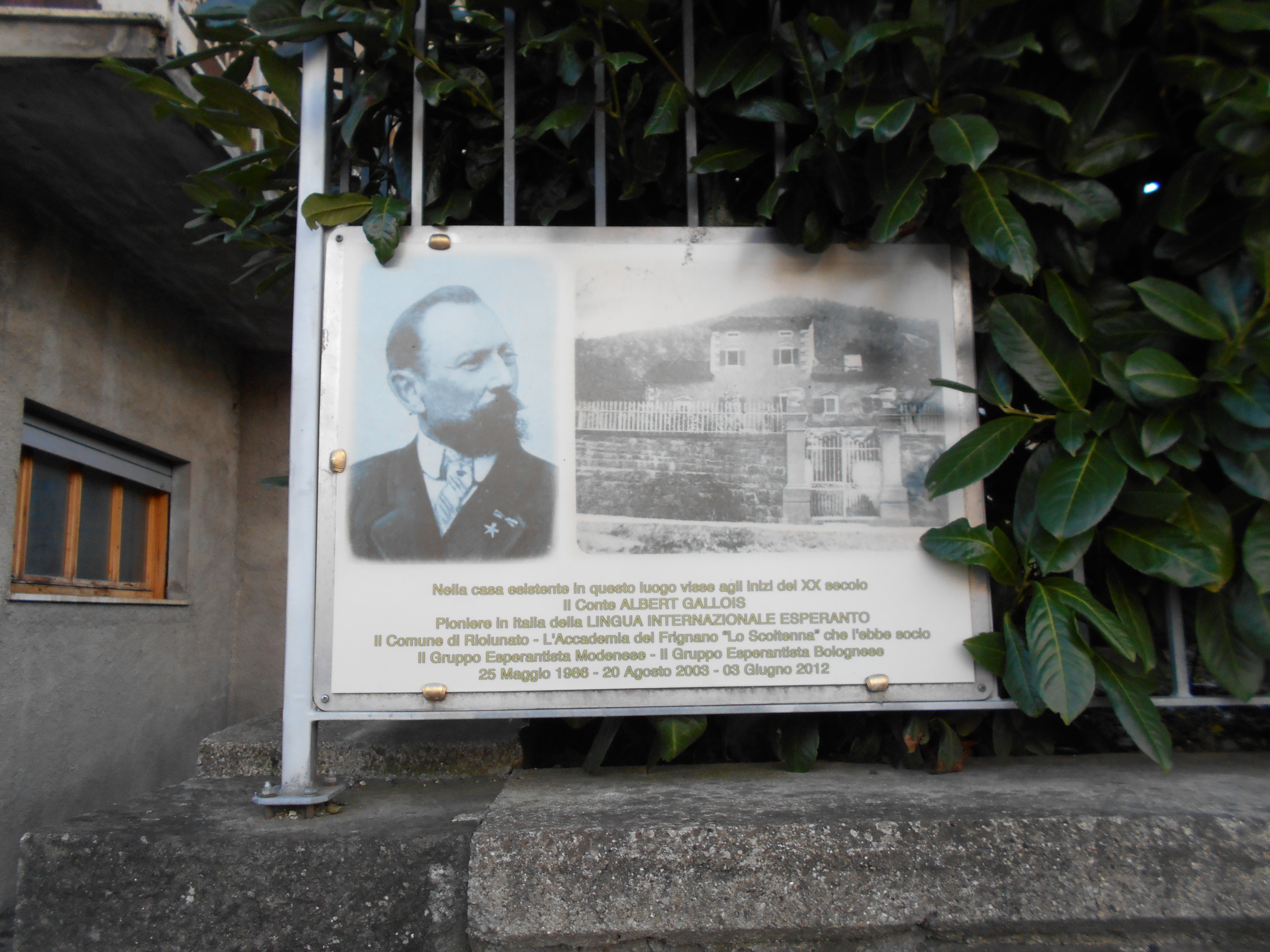
Albert Gallois a Riolunato

Riolunato è nota, grazie all'autore francese Albert Gallois che vi visse per un certo periodo della sua vita, per essere stato uno dei primi comuni in Italia ad ospitare un'associazione esperantista.
A Riolunato infatti sono presenti ben due oggetti legati all'esperanto: Piazza Esperanto (A ricordo del Congresso Internazionale Esperantista svoltosi a Riolunato nell'anno 1903), ed una targa in lingua esperanto che ricorda Gallois.

### Eventi
- Maggio delle ragazze - Periodo: 30 aprile - 1º maggio. La manifestazione, che si svolge ogni tre anni e ha origini antiche, si inserisce nella tradizione dei canti propiziatori per la buona stagione presenti in tutta Europa e particolarmente in voga nella Firenze dei Medici (Calendimaggio). Per prima cosa viene cantato un sonetto, detto "rispetto" al Sindaco, nel quale si chiede l'autorizzazione a "Cantar Maggio", poi ci si rivolge al Parroco seguendo quella che era la gerarchia nelle cariche del paese. Durante tutta la notte il paese risuona dei canti dei Maggiolanti che di casa in casa cantano un rispetto contenente le caratteristiche della famiglia e una chiusa con auguri di prosperità. Durante gli spostamenti vengono cantati alcuni stornelli inneggianti alla buona stagione e all'amore. Particolare caratteristica è l'Ambasciata che viene cantata per conto dell'innamorato alla finestra buia della ragazza; se si accenderà un lume l'offerta sarà stata accettata, in caso contrario, respinta.[8]
- Maggio delle Anime Purganti - Periodo: 2ª e 3ª domenica di maggio

## Geografia antropica

### Frazioni
- Castellino, Castello di Riolunato, Cento Croci, Frassineto, Roncombrellaro, Serpiano nel Frignano, Groppo, Le Polle, Pezzuole, San Michele Pelago (frazione amministrata anche dai comuni di Pievepelago e Fiumalbo).

## Amministrazione
| Periodo        | Periodo        | Primo cittadino    | Partito                            | Carica  | Note   |
| -------------- | -------------- | ------------------ | ---------------------------------- | ------- | ------ |
| 12 maggio 1985 | 5 maggio 1990  | Rinaldo Contri     | Democrazia Cristiana               | Sindaco | [ 9 ]  |
| 6 maggio 1990  | 22 maggio 1993 | Maurizio Fontana   | ind.                               | Sindaco | [ 9 ]  |
| 23 maggio 1993 | 12 giugno 2004 | Livio Migliori     | PSI, lista civica                  | Sindaco | [ 9 ]  |
| 13 giugno 2004 | 25 maggio 2014 | Giancarlo Cargioli | lista civica Insieme per Riolunato | Sindaco | [ 9 ]  |
| 26 maggio 2014 | 10 giugno 2024 | Daniela Contri     | lista civica ViviAmo Rio           | Sindaco | [ 10 ] |

### Gemellaggi
- Tórshavn